# Jack Wilson (beisbolista)
Jack Eugene Wilson (Westlake Village, California, 29 de diciembre de 1977), más conocido como Jack Wilson, es un exjugador profesional estadounidense de béisbol que se desempeñó en la posición de campocorto en las Grandes Ligas de Béisbol (MLB). Logró obtener un Bate de Plata.

## Carrera
Wilson jugó como profesional nueve temporadas en Pittsburgh Pirates (2001-2009), después pasó a Seattle Mariners (2009-2011), luego a Atlanta Braves, donde jugó dos temporadas (2011-2012), y fue el equipo en el que se retiró.

## Premios
Fue galardonado con el Bate de Plata en una oportunidad (2004).